# 메구로역
메구로역(일본어: 目黒駅, めぐろえき 메구로에키[*])은 일본 도쿄도 시나가와구에 있는 철도역이다.

## 역 구조

### 동일본 여객철도
섬식 승강장 1면 2선의 지상역이다. 개찰구는 교상역사와 지하에 2개소 존재한다. 스이카 및 제휴 교통카드의 사용이 가능하다.
2016년 8월 20일 새벽에는 역번호가 추가되어 간판이 교체되었다.

#### 승강장
| 1 | 야마노테 선 | 시나가와·도쿄·우에노 방면(내선순환)     |
| 2 | 야마노테 선 | 시부야·신주쿠·이케부쿠로 방면(외선순환) |

### 도쿄 메트로·도쿄 급행 전철
섬식 승강장으로 1면 2선의 지하역이다. 도쿄 급행 전철 메구로 선과 도쿄 지하철 난보쿠 선 및 도에이 지하철 미타 선 간에 직결 운행이 이루어지기 때문에 3개 노선이 같은 승강장을 사용하고 있다. 역 관리는 도쿄 급행 전철이 맡고 있다. 전 역에 반밀폐형 스크린도어가 장착된 도쿄 지하철 난보쿠 선에서 유일하게 난간형 스크린도어가 장착된 역이다. 개업 당초에는 2면 2선의 한쪽이 막힌 상대식 승강장을 가진 지상역 형태었으며 역 빌딩에는 도큐 스토어가 입주했었다. 정면에 개찰구가 설치된 것 이외에 1번선 승강장 중앙에 야마노테 선 승강장과의 환승개찰구가 설치되어 있었다. 1997년 7월 27일에 현재의 구조가 되었지만 야마노테 선 승강장에의 환승 개찰구는 계속 존재하여 도쿄 급행 전철과 동일본 여객전철의 승강장을 구분해왔다.
파스모 및 제휴 교통카드의 사용이 가능하다.
도쿄 메트로의 역중에서는 최남단에 위치한다.

#### 승강장
| 1 | 메구로 선 | 오오카야마·덴엔초후·무사시코스기·히요시 방면         |
| 2 | 난보쿠 선 | 나가타초·이다바시·아카바네이와부치·우라와미소노 방면 |
| 2 | 미타 선   | 오테마치·스가모·니시타카시마다이라 방면              |

당역 발착의 난보쿠 선과 미타 선의 열차는 철야 운전 외에는 설정되지 않았다. 메구로 선에는 당역 발착의 열차가 설정되어 있다.

## 역사
- 1885년 3월 16일: 일본 철도의 역으로서 개업하였다.
- 1906년 11월 1일: 국유화에 의해 일본국유철도의 소속이 되었다.
- 1909년 10월 12일: 선로 명칭 제정에 따라 야마노테 선의 소속이 되었다.
- 1923년 3월 11일: 메구로카마타 전철 (현재의 도쿄 급행 전철 메구로 선)이 개업하여 환승역이 되었다.
- 1987년 4월 1일: 민영화에 의해 동일본 여객철도의 소속이 되었다.
- 1992년: 야마노테 선 승강장에 스크린도어 시범 설치.
- 1997년 7월 27일: 도쿄 급행 전철의 역이 지하역이 됨.
- 2000년
  - 8월 6일: 메카마 선이 메구로 선과 도큐 다마가와 선으로 분할되어 메구로 선의 역이 됨.
  - 9월 26일: 제도고속도교통영단(에이단 지하철)의 도영 지하철 역이 개업.
- 2001년
  - 4월 28일: 도쿄 급행 전철의 역과 JR의 역 서쪽을 이어주는 지하도 연결통로 개통.
  - 11월 18일: 스이카의 사용이 가능해졌다. (동일본 여객철도)
- 2004년 4월 1일: 에이단의 민영화에 의해 난보쿠 선이 도쿄 메트로의 소속이 되었다.
- 2006년 4월 28일: 이 날을 기준으로 도쿄 메트로의 정기권 매표소 영업 종료.
- 2010년 8월 28일: 야마노테 선 승강장에 스크린도어 사용 개시.

### 역명과 소재지
역명은 메구로 역이지만 소재지는 메구로구가 아닌 시나가와 구이다. 비슷한 예로 시나가와역은 미나토구에 있다.

## 사진

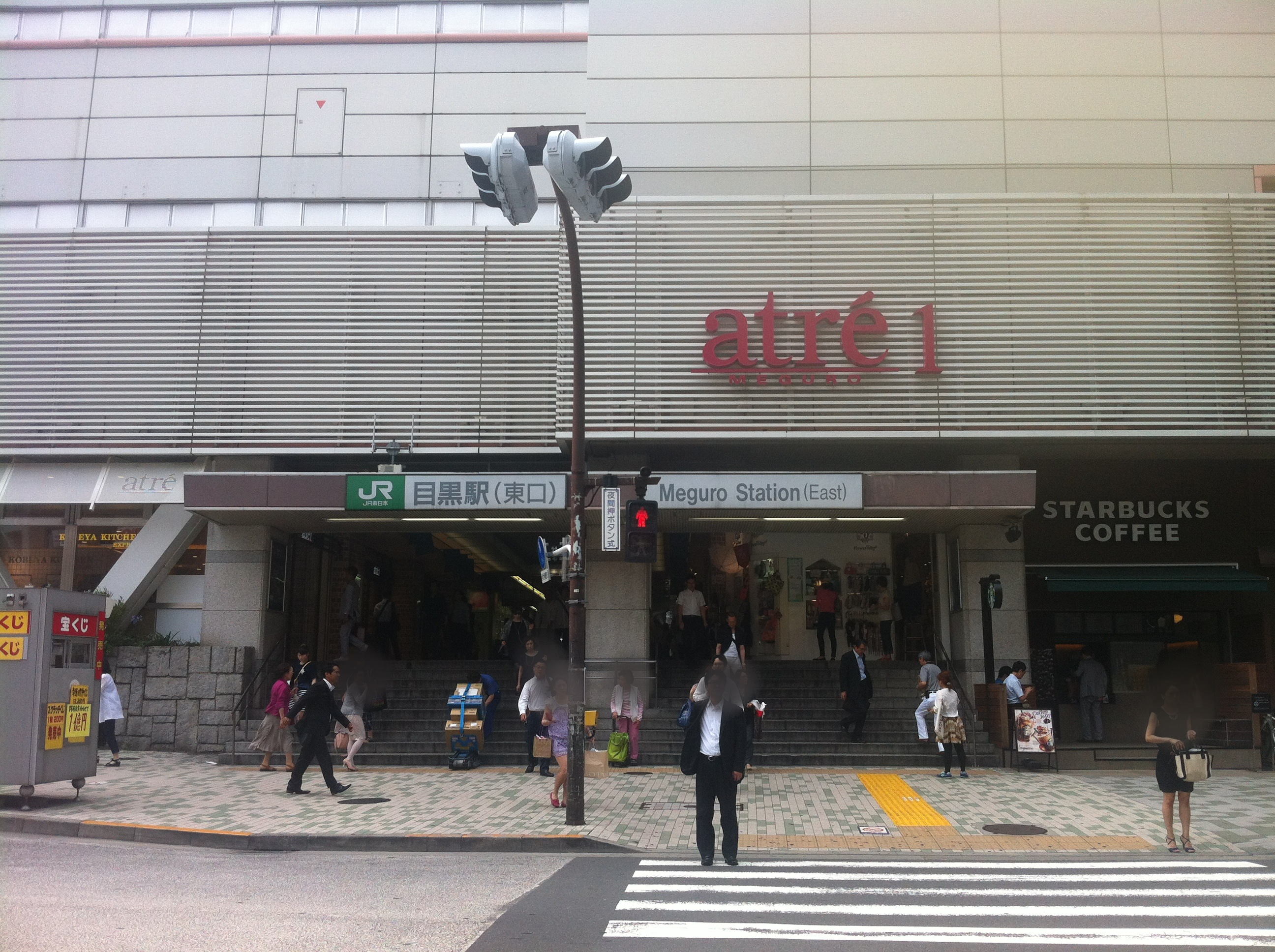
JR 역사 동쪽 출입구
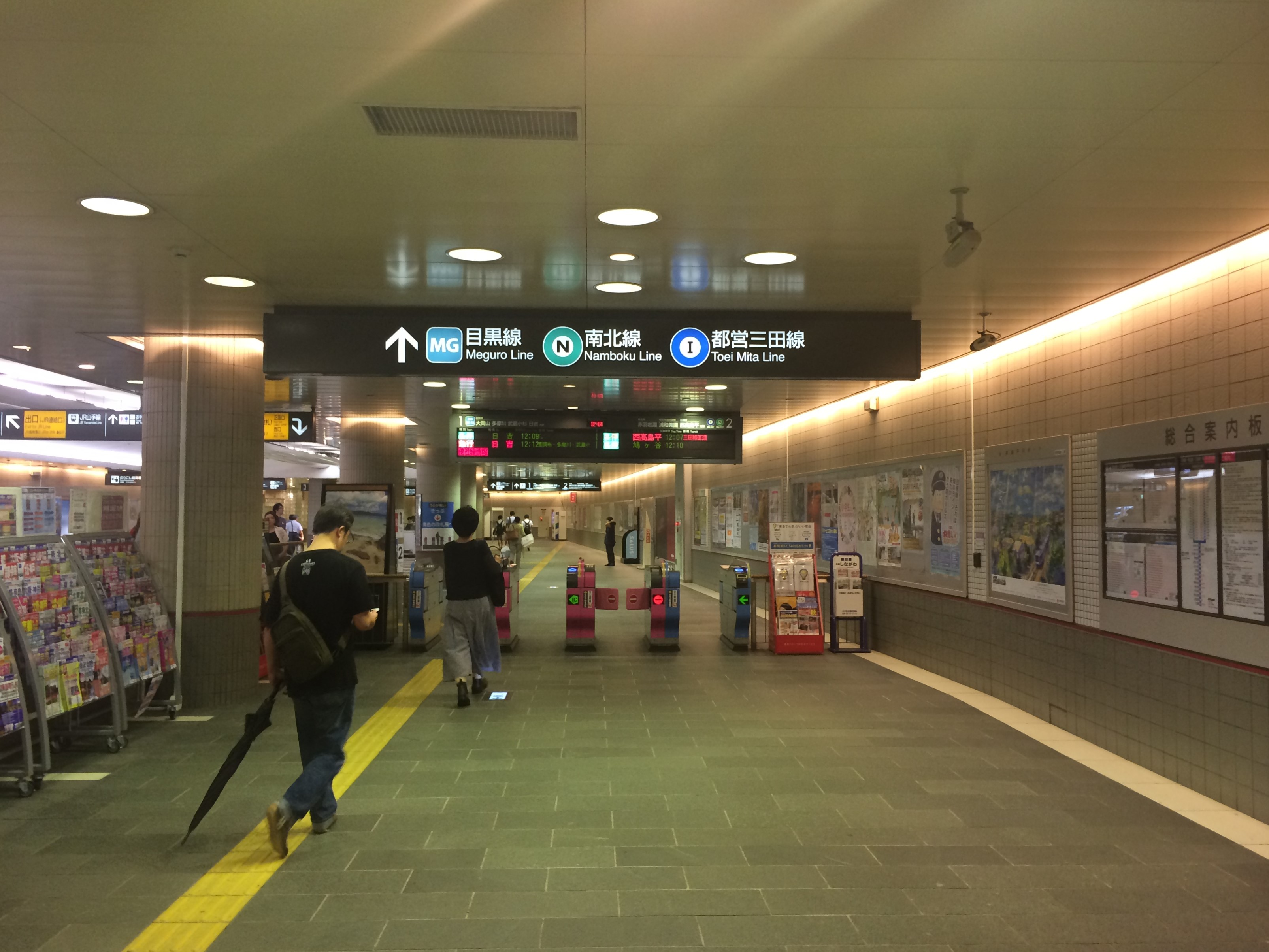
도큐 메구로 선 개찰구

## 인접역
| 동일본 여객철도 야마노테 선                                        | 동일본 여객철도 야마노테 선          | 동일본 여객철도 야마노테 선    |
| ------------------------------------------------------------------ | ------------------------------------ | ------------------------------ |
| JY 23 고탄다 내선 순환                                             | 야마노테 선                          | JY 21 에비스 외선 순환         |
| 도쿄 급행 전철 메구로 선 난보쿠 선 미타 선                         |                                      |                                |
| N02 I02 시로카네다이 아카바네이와부치 방면 니시타카시마다이라 방면 | 메구로 선 난보쿠 선 미타 선 급행     | 무사시코야마 MG 03 히요시 방면 |
| N02 I02 시로카네다이 아카바네이와부치 방면 니시타카시마다이라 방면 | 메구로 선 난보쿠 선 미타 선 각역정차 | 후도마에 MG 02 히요시 방면     |